# Julie Ozenne
Julie Ozenne, née le 2 août 1978 à Granville, est une femme politique française élue députée à l'Assemblée nationale en juillet 2024 dans la neuvième circonscription de l'Essonne.

## Biographie
Julie Ozenne est architecte de formation. Elle est vice-présidente pour l’Essonne de l’association R.E.N.A.R.D, qui sensibilise les collectivités au respect de l’environnement et de la biodiversité. 
Elle s’est fait connaître pour avoir lutté, avec un collectif de riverains, contre la construction d'un ensemble de 178 logements dans un des parcs de la ville de Vigneux-sur-Seine, qui menaçait notamment la biodiversité. Elle a monté sa propre société d’architecture spécialisée dans l'aide à la réhabilitation.  
Elle s'est engagée au sein du groupe local 91 de l’association Anticor.
Julie Ozenne est élue lors des élections législatives de juillet 2024 avec 62 % des voix dans la 9e circonscription de l'Essonne, où elle était opposée au second tour au candidat Rassemblement national Paul-Henri Merrien (38 % des voix),,.

## Détail des fonctions et mandats

### Mandats électifs
- Depuis le 7 juillet 2024 : députée de la 9e circonscription de l'Essonne
- Conseillère municipale d'opposition : ville de Vigneux-sur-Seine

### Élections législatives
| Année | Parti | Parti    | Circonscription | 1er tour | 1er tour | 1er tour | 2e tour | 2e tour | 2e tour | Issue |
| Année | Parti | Parti    | Circonscription | Voix     | %        | Rang     | Voix    | %       | Rang    | Issue |
| ----- | ----- | -------- | --------------- | -------- | -------- | -------- | ------- | ------- | ------- | ----- |
| 2024  |       | LÉ (NFP) | 9e de l'Essonne | 19 288   | 37,60    | 1er      | 29 461  | 62,00   | 1er     | Élue  |